# Pascal Obispo
Pascal Obispo (Bergerac, 8 gennaio 1965) è un cantautore francese.

## Biografia
Il suo primo album, Le long du fleuve, pubblicato dalla EMI in poche copie nel 1990, passò quasi inosservato ed è considerato una rarità discografica. A partire dal suo secondo album, Plus que tout au monde, le sue canzoni incontrarono vivo successo.
È noto per il suo modo di vestire stravagante e per alcune altre particolarità del suo aspetto (la sua rasatura a zero e il sopracciglio sinistro rasato nel mezzo). Nel 1997 è stato oggetto di colpi di arma da fuoco da parte di uno squilibrato durante un concerto ad Ajaccio
Ha scritto numerose canzoni per altri musicisti, quali Florent Pagny, Johnny Hallyday e Patricia Kaas.
Ha spesso utilizzato la sua popolarità a vantaggio d'iniziative umanitarie, in particolare la lotta contro l'AIDS.
Nel 2009 ha assunto lo pseudonimo «Captain Samouraï Flower».

## Discografia

### Album
- Le long du fleuve (1990)
- Plus que tout au monde (1992)
- Un jour comme aujourd'hui (1994)
- Superflu (1996)
- Live 98 (1998)
- Soledad (1999)
- Millésime Live 00/01 (2001)
- Studio Fan - Live Fan (2004)
- Les Fleurs du bien (2006)
- Les fleurs de forest (2007)
- Welcome to the Magic World of Captain Samouraï Flower (2009)
- Millésimes (2013)
- Le Grand Amour (2013)
- Le Beau Qui Pleut (2023)